# BSAT-3b廣播衛星
BSAT-3b，為日本一枚仍在使用的的廣播衛星，由該國各公、私營電視台合營的「廣播衛星系統公司」持有，於2010年升空。目前，此衛星定位於東經110°E，與同系另外四枚衛星一同透過Ku波段，轉播日本各數碼衛星電視頻道。

## 概況
BSAT-3系列衛星（包括此衛星，以及BSAT-3a、3c），均由美國洛歇馬丁製造，採用該公司研發的A2100衛星平台，其尺寸為3.8米 × 1.9米 × 1.9米。
而在各項主要配備方面，BSAT-3b與前型大同小異：在有效載荷方面，其轉發器數目仍為12個（8個常用，另有4個備用），而行波管功率仍為130W；而在其他設備方面，兩側各有一組四塊的太陽能板，展開後總長為14.65米
，另姿態控制系統採用LEROS-1C型變軌用火箭引擎，其推力為460N。
然而，相比早三年發射的BSAT-3a，此衛星的部分性能有所改進，包括預期運作壽命延長至15年，以及其太陽能板電力輸出增至3,000W。

## 历史
繼BSAT-3a在2007年升空後，廣播衛星系統公司於翌年4月，再向洛歇馬丁下訂另一枚採用A2100平台的廣播衛星（即BSAT-3b）。按照當時的時間表，此衛星將於2010年第二季升空。
然而，由於衛星製造進度有所延誤，BSAT-3b要到2010年10月26日才送達圭亞那太空中心，較原訂時間延後半年。兩日後，此衛星連同歐洲通訊衛星W3B號，一併由亞利安5 ECA VA-197運載火箭搭載升空。
同年11月8日，BSAT-3b正式投入運作。